# Juego de amor prohibido
Juego de amor prohibido, Forbidden love game en la seva versió en anglès, es una pel·lícula dramàtica dirigida el 1975 per Eloy de la Iglesia. Protagonitzada en els papers principals per Javier Escrivá, Inma de Santis, Simón Andreu i John Moulder-Brown.
Va ser la vuitena pel·lícula del director basc i l'última de la seva filmografia rodada durant el Franquisme i una de les quals més va sofrir la censura cinematogràfica. Els 42 talls que va tenir dificulten la comprensió de la trama.
Tanmateix Juego de amor prohibido destaca per presentar amb claredat l'estil narratiu que predominarà en els treballs posteriors del realitzador.

## Argument
Don Luis (Javier Escrivá) és un professor de 45 anys que està impartint les últimes classes en una universitat espanyola de mitjan anys 70 abans de les vacances. Julia (Inma de Santis) i Miguel (John Moulder-Brown), dos dels seus alumnes que són germans, estan impacients per a finalitzar les classes i començar les vacances d'estiu. Tots dos planegen escapolir-se de la casa familiar, ja que mantenen una relació incestuosa. De tornada a casa amb el seu cotxe, el professor es topa amb tots dos alumnes mentre fan autoestop i decideix recollir-los oferint-los que passin la nit a casa perquè prossegueixin el seu viatge l'endemà. La parella accepta.
Luis viu en una llòbrega i aïllada casa senyorial, envoltada per un gran jardí. Últim hereu d'una acabalada família, l'amfitrió ensenya als joves la casa, una col·lecció d'armes de foc i algunes curiositats com a edicions exclusives de les obres de Wagner. A la casa, a més de l'amfitrió, habita Jaime (Simón Andreu), un home d'uns trenta anys amb qui Luis clarament manté una relació "especial", comportant-se com un servent. Després d'un deliciós sopar, Luis porta als dos joves a una habitació en la qual tots dos dormiran junts per primera vegada. Julia i Miguel fan l'amor mentre Luis i Jaime passen la nit als voltants.
L'endemà al matí, quan Julia i Miguel volen sortir de la casa per a prosseguir la seva escapada, Luis ho impedeix i els amenaça amb una arma de foc. Finalment aconsegueix tancar-los en el soterrani. Amb el pas dels dies l'amfitrió, amb la complicitat i ajuda de Jaime, amenaça, humilia o assota als joves, la qual cosa motiva diversos intents de fugida de la parella, inclòs un intent amb una pistola de salva.
Després de les vacances, Luis ha de reprendre el seu treball i les seves conferències. Davant la denúncia per la desaparició dels dos germans, la policia acudeix a la universitat per a interrogar a estudiants i professors a la recerca de pistes sobre el seu parador. Un dels companys de classe revela que Julia i Miguel, germà i germana, mantenien una relació entre tots dos i havien elaborat un pla per a fugir amb la finalitat de satisfer el seu amor incestuós. Aprofitant l'absència de Luis, Miguel i Julia tendeixen una emboscada a Jaime per a fer-li parlar: en realitat és un criminal fugitiu a qui Luis va donar recer, convertint-lo en el seu criat, i es troba obligat a viure tancat a la casa mentre les autoritats l'estan buscant en una altra part.
En tornar Luis a casa els tres joves han conspirat contra ell per a convertir-ho en el seu presoner i canviar les tornes. Julia i Miguel són ara lliures per a marxar-se però, en lloc d'això, decideixen romandre en la casa, saquejant la sala d'estar, amb l'objectiu de dominar, extorquir i humiliar a Luis. En acabar-se les provisions, Miguel, disfressat, marxarà a la ciutat per a comprar roba i menjar car. Durant la seva absència Jaime aconsegueix seduir a Julia i, finalment, ficar-se al llit amb ella. Els tres joves comencen a mantenir jocs eròtics a tres bandes. Mentrestant, al celler, Luis intenta suïcidar-se tallant-se els canells encara que els joves ho descobreixen. Miguel vol telefonar a una ambulància, però Jaime, violentament, ho impedeix. Tots dos homes mantenen una lluita encara que acaben sent separats per Julia. De tornada al soterrani Julia escolta les últimes paraules de Luis que li prega que el deixi morir, cosa que finalment succeeix.
L'endemà els tres joves llancen el cadàver de Luis al llac situat al jardí. En les últimes escenes de la pel·lícula els tres joves es troben encara a la casa, Julia pren amb claredat el domini sobre els dos homes, i Wagner és substituït per la música rock.

## Repartiment
- Javier Escrivá - Don Luis
- John Moulder-Brown - Miguel
- Inma de Santis - Julia
- Simón Andreu - Jaime
- Joaquín Pamplona
- Blaki - Damián
- Paul Benson
- Francisco J. Escrivá
- María José Parra
- Ignacio Campos
- Carlos Larrañaga Jr.

## Producció
Rodada en localitzacions de Madrid, Juego de amor prohibido va ser, segons el seu director, una de les pel·lícules més censurades de la seva filmografia rodada en el final del Franquisme. Amb un clima morbós, en el qual es barregen temàtiques complexes com el totalitarisme, la dominació o l'incest, inclou nus del seu elenc principal (Inma de Santis, John Moulder-Brown i Simón Andreu) una cosa poc freqüent al cinema espanyol destinat a la seva exhibició comercial a l'Espanya de l'època. La pel·lícula es va estrenar en pantalles d'Espanya (en 1975) i Itàlia (en 1978) encara que, posteriorment, s'ha editat en DVD a nivell internacional.
| «                                                                     | "Tinc el paper protagonista i som un noi i una noia que ens escapem del col·legi per a viure lliurement les nostres relacions. L'argument és una mica complicat, més o menys ens acull un senyor a la seva casa i a poc a poc es produeix un canvi de poder d'ell a mi". | » |
| — Inma de Santis, sobre Juego de amor prohibido a Diario Vasco (1975) | |   |

## Recepció
La pel·lícula compta en general amb crítiques positives en els portals d'informació cinematogràfica, destacant-se, en general, l'audàcia de la proposta. IMDb, basant-se en 88 valoracions, li atorga una puntuació de 6,6 sobre 10. FilmAffinity Espanya, prenent com a referència 183 vots, la valora amb un 5,4 sobre 10.
Luis Martínez, en les pàgines del diari El País, la cataloga com "una producció dedicada a rebentar, com una infecció mal curada, en la consciència d'un temps de despertessis polítics, socials i íntims. (...) El director furga amb ferotgia i ràbia en l'erotisme a penes descobert. Un professor rapta a dos joves i comença l'aclaparament. Més que una pel·lícula, una acta notarial dels silencis d'una època".